# Fritz Seidler
Fritz August Seidler (* 18. Juli 1907 in Werdau; † 6. Mai 1945 in Oberzirking) war ein deutscher SS-Hauptsturmführer und Schutzhaftlagerführer in den Konzentrationslagern Auschwitz und Mauthausen-Gusen.

## Leben
Fritz Seidler war Sohn eines Baumeisters Alwin Seidler. Nach dem Besuch der Volks- und Realschule erlernte er auf den Baustellen seines Vaters das Maurerhandwerk. Nach dem Lehrabschluss absolvierte er die Bauschule in Glauchau. Als ausgebildeter Bautechniker Arbeit zu finden war jedoch wegen Mangel an Büroarbeit nicht möglich, weshalb er als Maurer, Vorarbeiter sowie Bauführer tätig war.
Am 12. März 1933 wurde er Mitglied der SS (SS-Nummer 135.387) und kam kurzzeitig zur Hilfspolizei Zwickau. Im Oktober 1933 wurde Seidler zum SS-Sonderkommando „Sachsen“ nach Dresden einberufen. Am 1. Februar 1935 trat er als SS-Scharführer seinen Dienst im KZ Sachsenburg an. Zum 1. November 1935 trat er der NSDAP bei (Mitgliedsnummer 3.693.999). Im Juli 1937 wurde Seidler von Theodor Eicke in das KZ Sachsenhausen versetzt, wo er mit der Leitung der Bauabteilung beauftragt wurde. Im Dezember 1939 wurde Seidler nach Berlin kommandiert, wo er zehn Monate lang im Hauptamt für Haushalt und Bauten tätig war.
Am 1. Oktober 1940 wurde er Nachfolger von Franz Xaver Maier als 2. Schutzhaftlagerführer im KZ Auschwitz und von November 1941 bis März 1942 Lagerführer im sowjetische Kriegsgefangenenlager. Dort war er als „ausgemachter Sadist“ gefürchtet. Der ehemaliger KZ-Häftling Jerzy Osuchowski erzählt, „wie er in Auschwitz auf den Lagerstraßen zu Pferd galoppierte, ohne auf die herumgehenden Häftlinge zu achten, er ritt in die Baracken ein und band Häftlinge mit einem langen Strick an seinem Sattel, dann schleifte er sie hinter sich über Felder, steinige Wege und unwegsames Gelände. Arbeitende Häftlinge schoss er ab als wäre er auf Entenjagd.“
Am 30. Dezember 1942 wurde er 1. Schutzhaftlagerführer des KZ Gusen und war dort von Oktober 1942 bis Anfang Mai 1945 Nachfolger von Karl Chmielewski. Seidler war für seine Grausamkeit berüchtigt, so ordnete er die Vergasung von invaliden Häftlingen in Gusen I als auch ein Massaker an Häftlingen im April 1945 in Gusen II an. Noch im April 1945 ordnete Seidler die Vergasung von rund 600 kranken und arbeitsunfähigen Häftlingen an, die um den 22. April 1945 in einer Häftlingsbaracke durchgeführt wurde.
Am 3. Mai 1945 setzte sich Seidler in Richtung Linz ab. Offenbar kehrte Seidler wieder um und versuchte, sich bei einem Bauern in Oberzirking zu verstecken, wo er am 6. Mai von Truppen der US-Army aufgespürt und bei einem Schusswechsel schließlich durch einen Kopfschuss getötet wurde.